# Arbeidsorganisatie
De arbeidsorganisatie is het geordende geheel van uitvoerende medewerkers en managers die met behulp van middelen de realisatie van een of meer organisatiedoelen nastreeft. Dit is nodig zodra er sprake is van arbeidsdeling waarbij taken gegroepeerd en op elkaar afgestemd moeten worden. Dit gebeurt met de organisatiestructuur die verschillende vormen aan kan nemen. Dit is afhankelijk van de inrichting van de arbeidsprocessen binnen een organisatie, de manier waarop arbeid verdeeld wordt over de mensen daarbinnen. Naast arbeidsdeling is er in een arbeidsorganisatie ook sprake van een gezagsverhouding tussen werkgever en werknemer met de werknemer in een ondergeschikte rol. In moderne organisaties is veelal sprake van een verticale en horizontale arbeidsdeling waarmee gepoogd wordt om tot een optimale benutting van het arbeidsvermogen van de werknemers te komen. De arbeidskracht moet daarbij zo veel mogelijk worden omgezet in arbeidsprestaties.
In ambachtelijke arbeidsorganisaties is de kennis, ervaring en vaardigheid veelal volledig aanwezig bij de vakarbeider. Sinds de industrialisatie heeft hierbij een rationalisering en bureaucratisering plaatsgevonden. Taylor (1856-1915) stond met zijn wetenschappelijke bedrijfsvoering aan het begin van de moderne arbeidsorganisatie waarbij onderscheid gemaakt wordt tussen uitvoerende en voorbereidende taken. Ook Ford heeft belangrijke bijdragen geleverd aan de productieorganisatie.
Om het functioneren van een arbeidsorganisatie te onderzoeken, wordt wel gebruikgemaakt van organisatiediagnose waarvoor diverse methoden beschikbaar zijn.

## Innovatieve arbeidsorganisatie

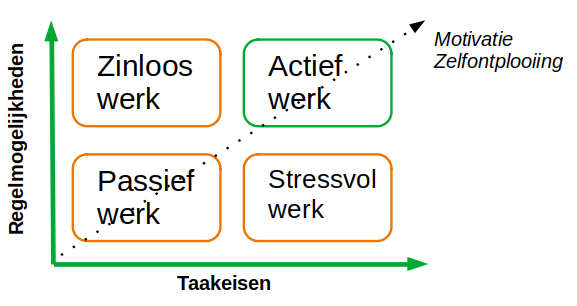
Model van Robert Karasek.

‘Innovatieve arbeidsorganisatie’ is een term die wordt gebruikt voor nieuwe manieren van arbeidsorganisatie waarbij een evenwicht wordt gezocht tussen de kwaliteit van de organisatie en de kwaliteit van de arbeid, met mogelijke aanpassingen:
- het volledige proces om tot de dienst of het product te komen staat centraal, niet de afzonderlijke taken op zich. In de ouderenzorg bijvoorbeeld kleinschalig wonen, ondersteund door flexibele zorgkundigen.
- hiërarchie wordt gemeden, beslissingsrecht voor de medewerkers, zo dicht mogelijk bij het product of de dienst.
- horizontaal organiseren, waarbij de medewerkers in direct contact staan met elkaar.
- minder gelijkvormigheid en exacte aanwijzingen over taakuitvoering.[2]

### België
De sociale partners namen het initiatief om pilootprojecten voor innovatieve arbeidsorganisatie te ondersteunen via subsidies. De regeling is een uitvoering van het interprofessioneel akkoord 2017-2018. De sociale partners werken voor dat initiatief nauw samen met de FOD Werkgelegenheid, Arbeid en Sociaal Overleg.